# Chrudim
Chrudim (niem. Chrudim) – miasto w Czechach, w kraju pardubickim. 

## Nazwa i historia
W języku czeskim nazwa własna ma żeńską formę gramatyczną (ta Chrudim). Bywa nazywane „Atenami wschodnich Czech”. Założone przed rokiem 1276 przez Przemysła Ottokara II. Według stanu z 31 grudnia 2003 powierzchnia miasta wynosiła 3321 ha. Obecnie miasto zamieszkuje ponad 23 tysiące mieszkańców.

## Położenie
Chrudim położony jest ok. 10 km na południe od Pardubic; jest tu lokalny węzeł komunikacji kolejowej (w kierunkach: Pardubice - Rosice, Moravany, Jihlava) i autobusowej, jednostka wojskowa szybkiego reagowania, basen sportowy, także lotnisko sportowe. 
Główne osiedla: Stromovka, Jánské Předměstí, Kateřinské Předměstí, Májov, Vlčí Hora oraz Na Rozhledně.

## Muzea
Muzea Chrudimia: okręgowe, marionetek i kukiełek, rzeźb barokowych oraz galerie wystawiennicze.

## Przemysł
W północnej części, na obrzeżach miasta znajduje się w „strefie przemysłowej” fabryka „Transporta”, największy zakład w Chrudimiu, który w przeszłości produkował m.in. ruchome schody dla praskiego metra. W centrum miasta działa fabryka włókiennicza „Evona” (wcześniej produkowano tu pończochy). 

## Miasta partnerskie
- Ede
- Svidník
- Oleśnica

## Demografia
| Rok             | 1970   | 1980   | 1991   | 2001   | 2003   |
| --------------- | ------ | ------ | ------ | ------ | ------ |
| Liczba ludności | 18 238 | 21 393 | 23 643 | 23 898 | 23 630 |

Źródło: Czeski Urząd Statystyczny

## Galeria

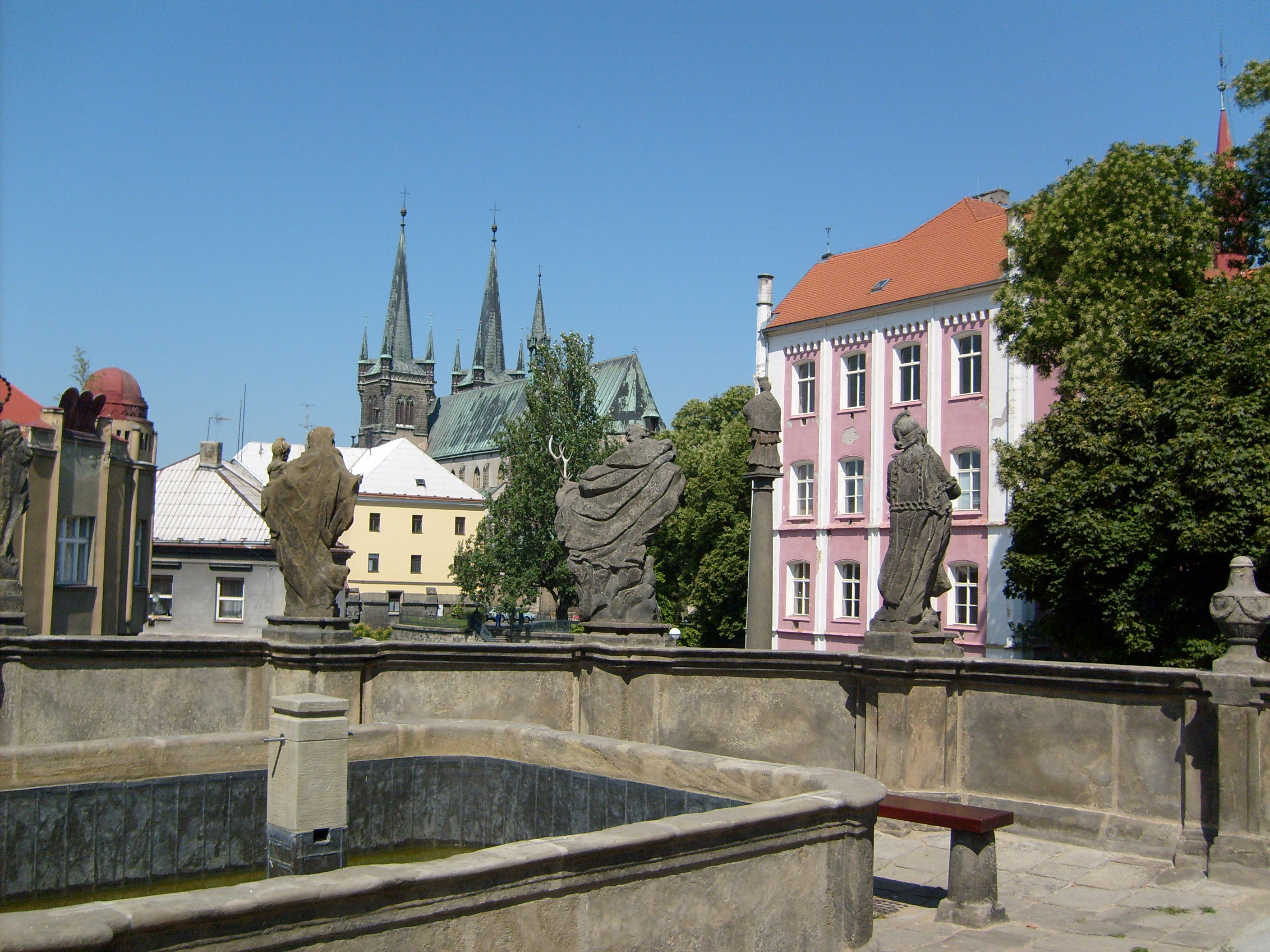
Fontanna nowomiejska
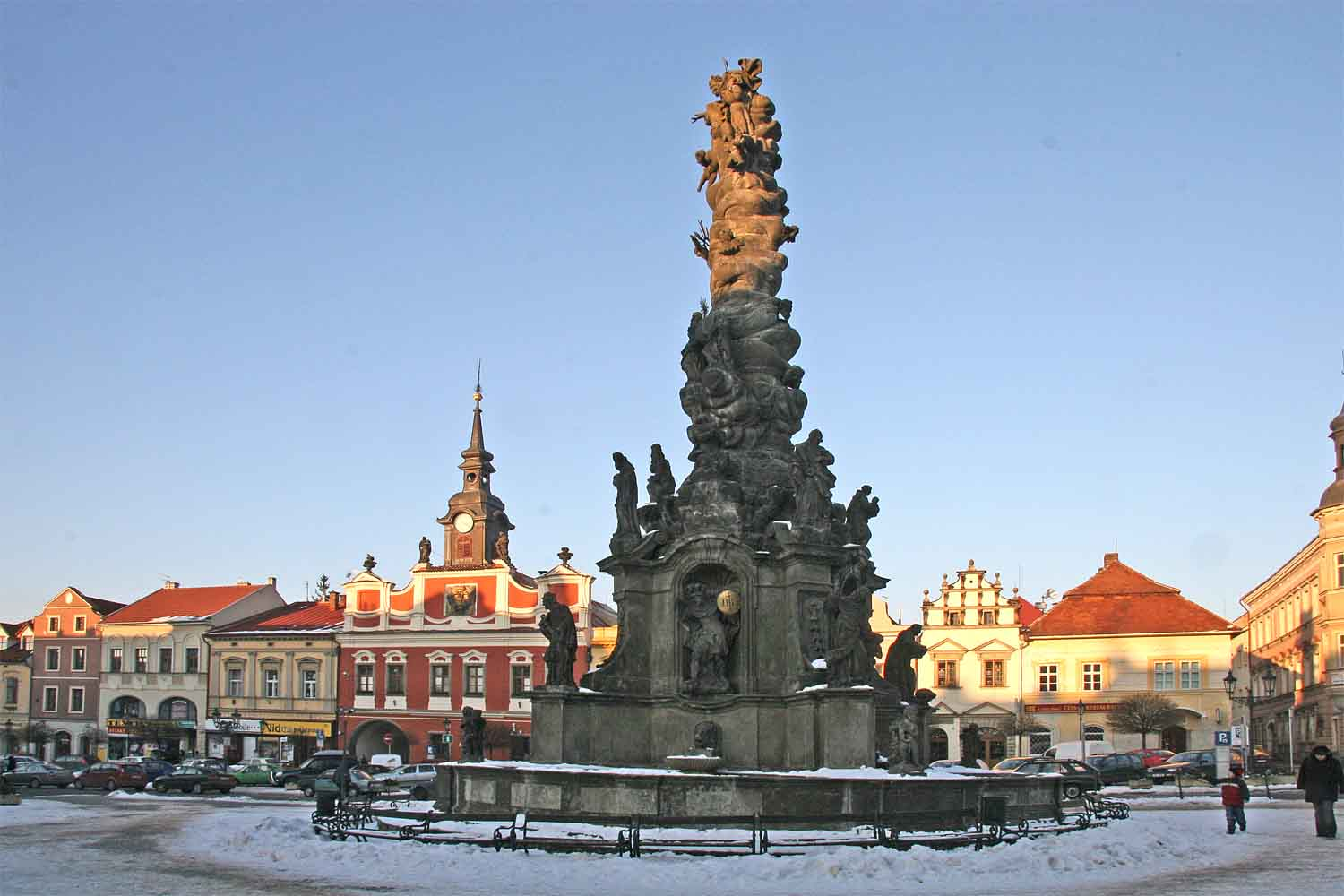
Słup morowy
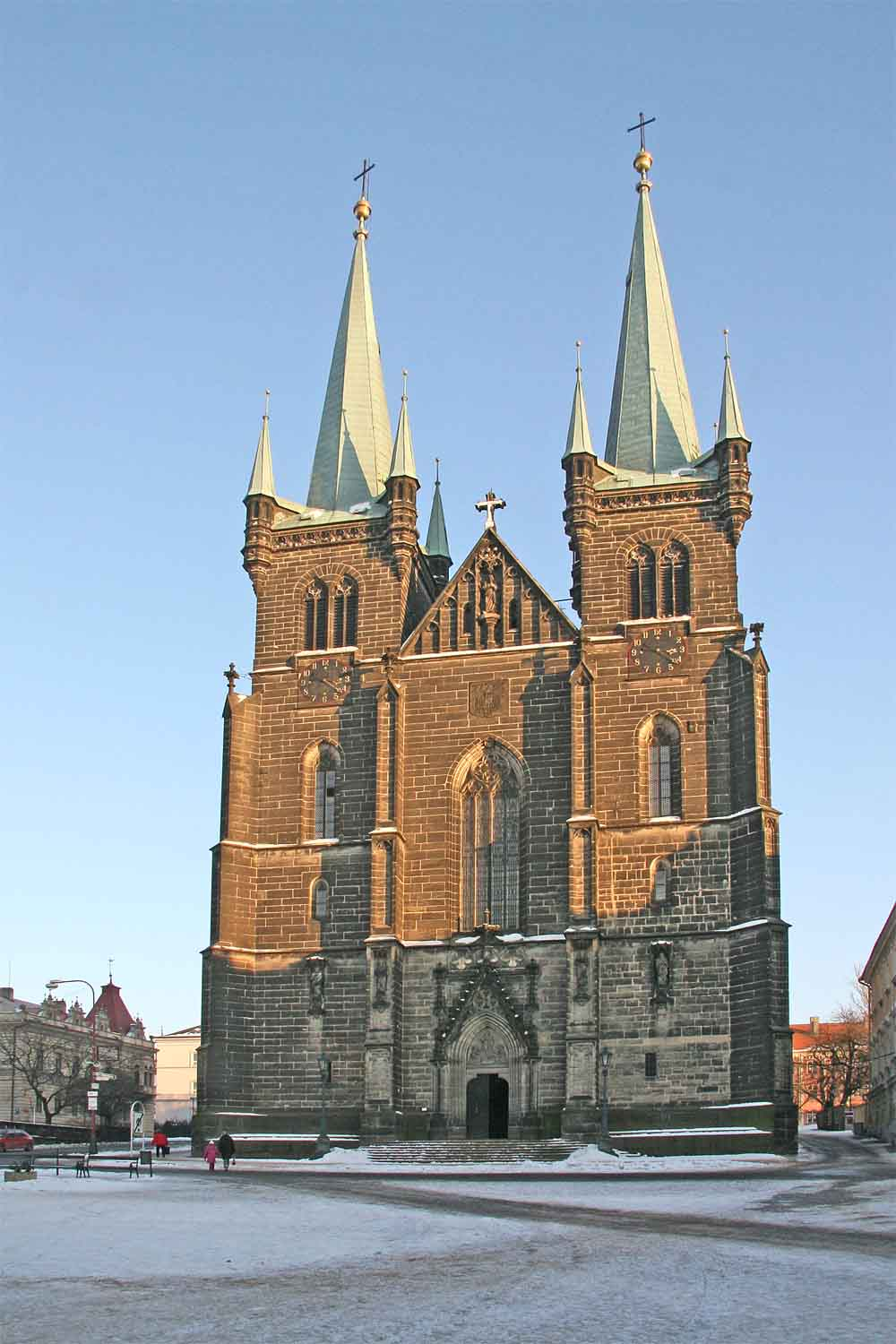
Kościół Wniebowzięcia Panny Marii
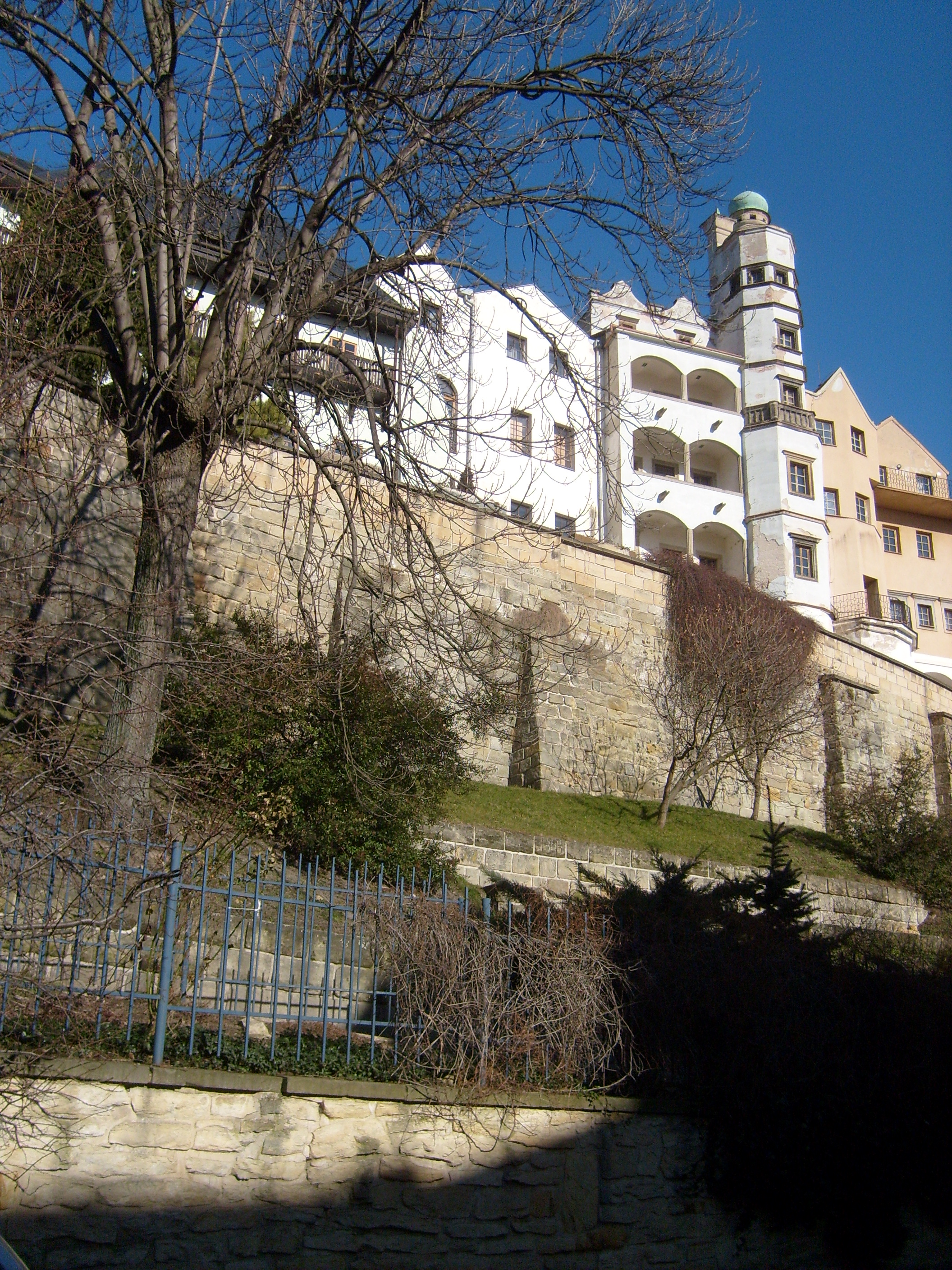
Mydlářovský dům